# Badehaus der Haseki Hürrem Sultan

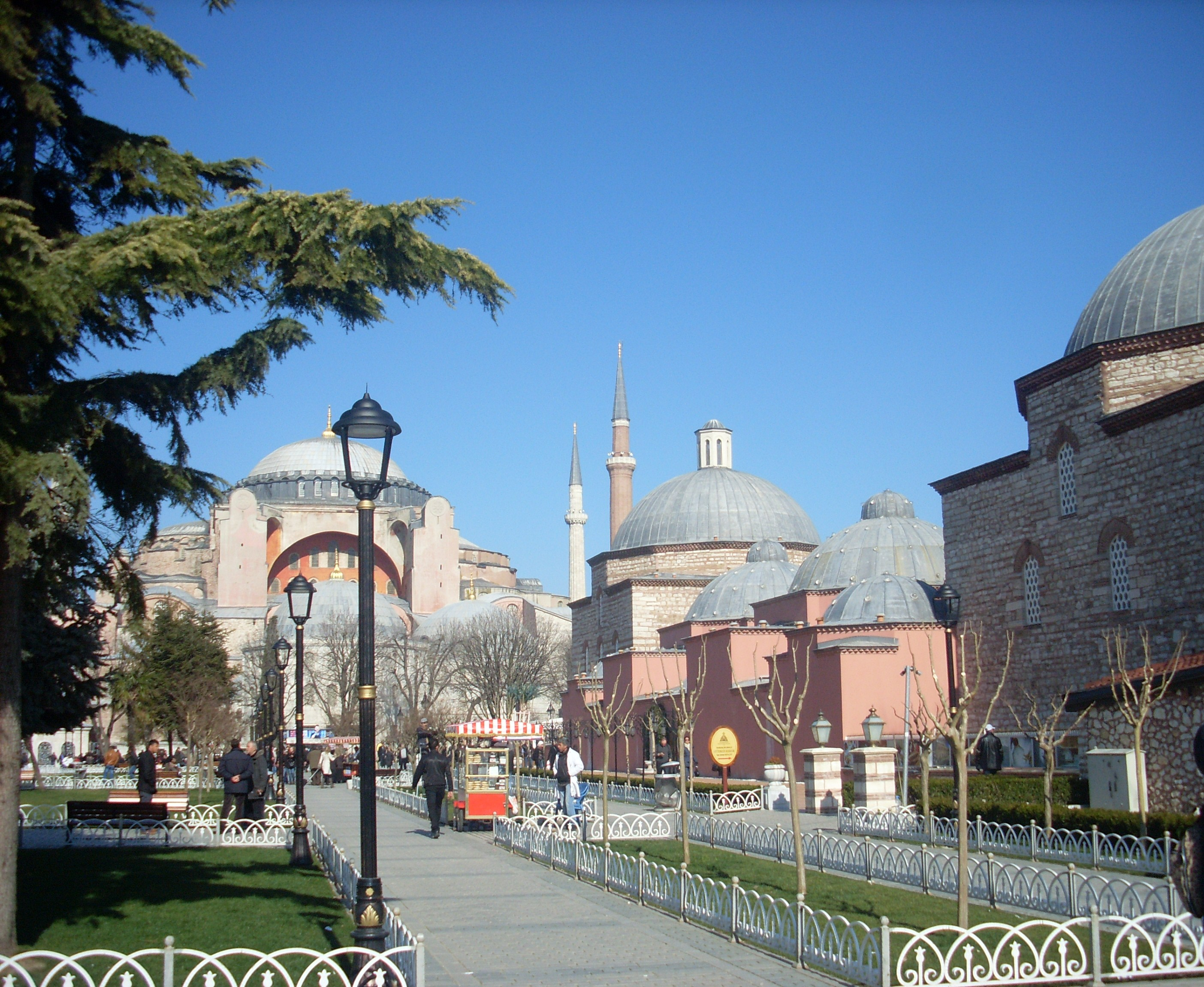
Badehaus der Haseki Hürrem Sultan und Hagia Sophia

Das Badehaus der Haseki Hürrem Sultan (türkisch Haseki Hürrem Sultan Hamamı) ist ein Badehaus (Hammam) in Istanbul. Errichtet wurde es 1556 in unmittelbarer Nachbarschaft der Hagia Sophia im Stadtteil Fatih von der Hauptgemahlin (Haseki Sultan) Sultan Süleymans I., Hürrem (um 1500–1506 bis 1558), die in Europa unter dem Namen Roxelane bekannt war. Entworfen wurde der Bau vom osmanischen Meisterarchitekten Sinan.

## Baugeschichte
Der Bau wurde über den byzantinischen Zeuxippus-Thermen errichtet, die noch mindestens bis 1536 an diesem Ort gestanden hatten. Der Grundriss des heute frei stehenden Gebäudes wird bestimmt von den zur Zeit seiner Errichtung gedrängten Raumverhältnissen. 1917 musste die Eingangshalle zur Männerabteilung restauriert werden. Nach weiteren Umbauten 1957–58 befand sich dort bis 2007 eine vom türkischen Ministerium für Kultur und Tourismus unterhaltene Teppichgalerie. Ab 2008 wurde der Bau erneut restauriert und ist heute wieder als Badehaus geöffnet.

## Baubeschreibung

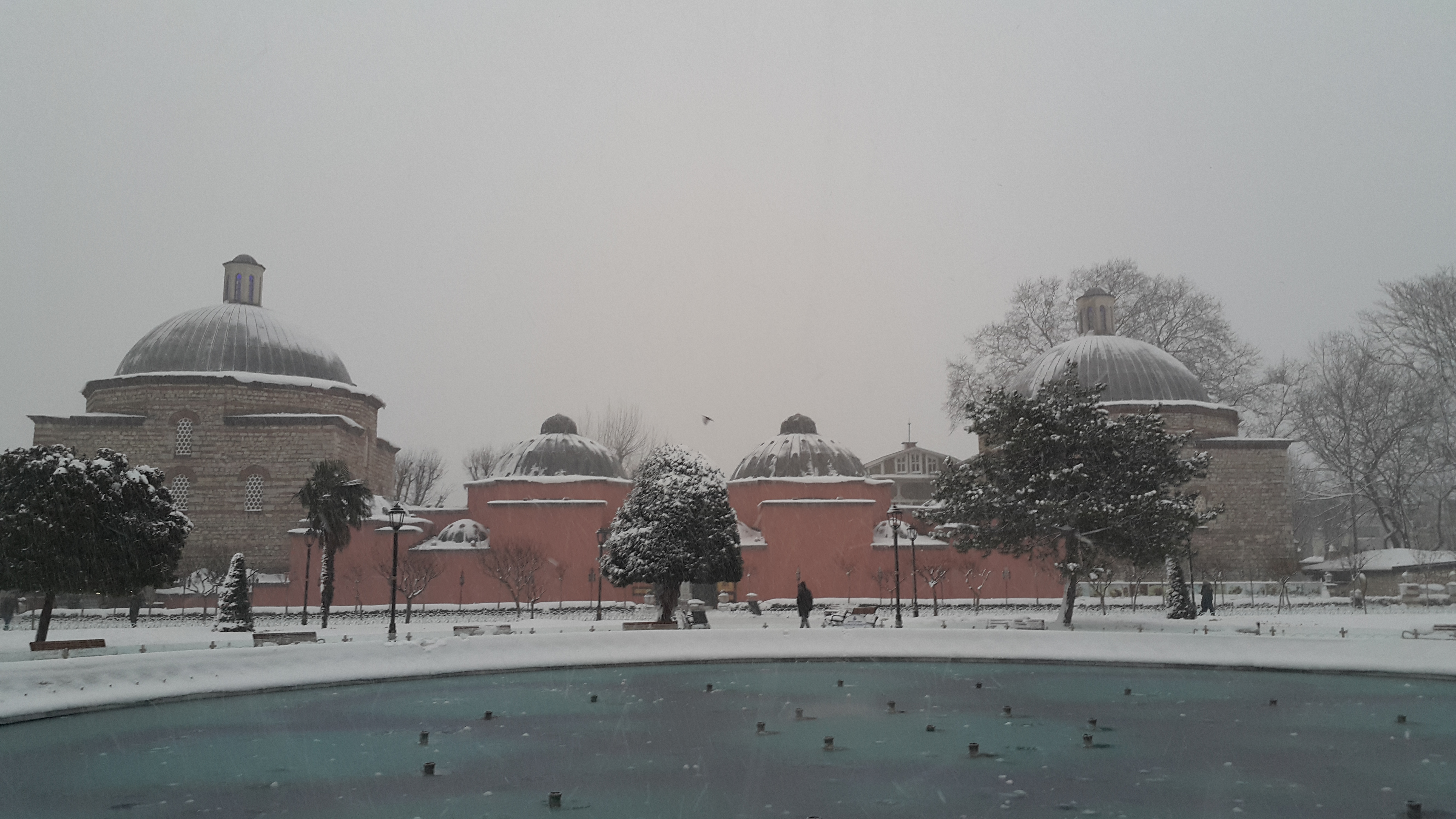
Badehaus der Haseki Hürrem Sultan

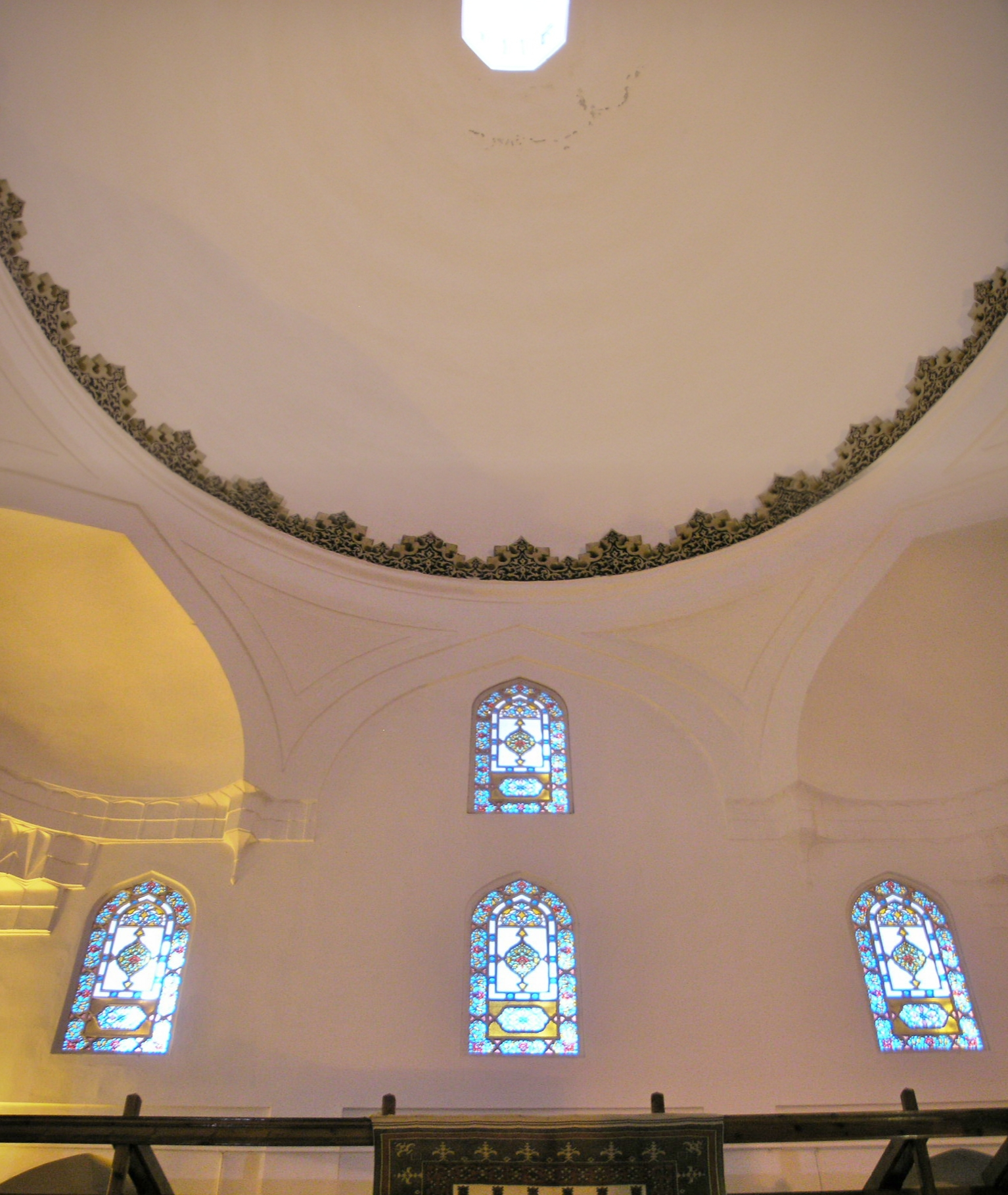
Spitzbogenfenster mit farbigem Glas im Umkleideraum der Männer

Das Badehaus der Haseki Hürrem Sultan liegt unmittelbar südwestlich der Hagia Sophia und nordöstlich der Sultan-Ahmed-Moschee. Zwischen Hagia Sophia und dem Bad liegt ein freier Platz, das einstige Augusteion. 1850 wurde hinter dem Badehaus das Gebäude der Darülfünun-Universität errichtet. Ursprünglich schloss sich an das Bad eine dichte Bebauung mit Holzhäusern an, die zu Beginn des 20. Jahrhunderts niederbrannten. An ihrer Stelle wurde ein mit Bäumen bepflanzter Boulevard gebaut, der wiederum 1939 zu einem Park mit einem großen runden Wasserbecken umgestaltet wurde.
Der 75 m lange Bau ist im Stil eines klassischen osmanischen Badehauses errichtet und besitzt zwei entlang der Längsachse von Nordosten nach Südwesten symmetrisch angeordnete Sektionen für Frauen und Männer. Im Norden befindet sich das Männerbad, im Süden das Frauenbad. Die Außenwände der Männerumkleide bestehen abwechselnd aus einer Lage Haustein (Ashlar) und zwei Lagen Mauerziegeln, während der restliche Bau aus groben Hausteinen errichtet ist.
Der Bau besitzt zwei getrennte Eingänge, der Eingang für Männer liegt im Norden, der für Frauen im Westen. Der Männereingang liegt gegenüber der großen Apsis der Hagia Sophia. Für die osmanische Architektur ungewöhnlich besitzt das Männerbad eine Stoa (Vorhalle) mit einer zentralen Kuppel über der Mitte der Frontseite. Die Dächer von Kuppel und Stoa sind mit Ziegeln ausgeführt und durch Bleiplatten gedeckt. Der Spitzbogen der monumentalen Eingangstür ist mit einer Palmette und einer goldenen Inschrift auf grünem Grund geschmückt. Die Männerumkleide besitzt oben in der Fassade vier Spitzbogenfenster mit farbigem Glas, die Frauenumkleide drei.
Jeder Abschnitt besteht aus drei miteinander verbundenen Räumen, der Umkleide (soyunmalık), einem kühlen Raum (soğukluk, Frigidarium) und einem heißen Raum (sıcaklık, Caldarium). Die heißen Räume beider Teile liegen direkt nebeneinander, während die Umkleiden an den entgegengesetzten Enden des Bauwerks liegen.
Aus der Vorhalle gelangt man direkt in den quadratischen Umkleideraum der Männer. Dieser besitzt eine umlaufende Sitzbank aus Marmor. In der Mitte befindet sich ein Brunnen. Der Raum wird von einer mit einer Laterne bekrönten Kuppel überwölbt, welche ein Fries zickzackförmiger Blätter in Ablaq-Technik, abwechselnd aus hellem und dunklem Stein gemauert, umrahmt. Auf allen vier Seiten weist die Kuppel spitzbogige Nischen auf. Auf einer Seite des von drei Kuppeln überwölbten kühlen Raums finden sich Latrinen, gegenüber weitere Räume. Eine Tür führt in den auf achteckigem Grundriss errichteten Heißraum. Dessen Achse ist leicht nach Norden verschoben, um Platz für die Öfen (külhan) an der Südseite zu schaffen. An allen vier Seiten liegen sich Iwane mit Brunnen gegenüber. Im Eingangsbereich befinden sich zwei, in den anderen Iwanen je drei Brunnen. In den Ecken liegen vier kleine Kammern für die spirituelle Einkehr (Halvet), die jeweils eine mit Stalaktitenwerk (Muqarnas) verzierte kleine Kuppel besitzen. Kleine Fensteröffnungen in den Kuppeln sind die einzige Lichtquelle. Die mit Gips verputzten Wände sind mannshoch mit Marmorplatten verkleidet. Der Boden ist in Opus-sectile-Technik in Marmor ausgelegt. In der Mitte des heißen Raums liegt ein großer achteckiger Marmortisch, der göbek taşı (wörtlich: Bauchstein), auf dem die Badenden ruhen können. Die große Kuppel ruht auf den achteckigen Wänden und besitzt kleine Glasfenster, die den Raum in dämmeriges Licht tauchen. Die Frauenräume sind gleich gebaut, jedoch etwas kleiner.